# Nephodia bisecta
Nephodia bisecta är en fjärilsart som beskrevs av Paul Dognin 1921. Nephodia bisecta ingår i släktet Nephodia och familjen mätare. Inga underarter finns listade i Catalogue of Life.